# Iron Fist (sezon 2)
Drugi sezon amerykańskiego serialu Iron Fist opowiadał dalszą historię Daniela Randa, mistrza wschodnich sztuk walk.
Showrunnerem drugiego sezonu był M.Raven Metzner. W głównych rolach wystąpili: Finn Jones, Jessica Henwick, Tom Pelphrey, Jessica Stroup, Sacha Dhawan, Simone Missick i Alice Eve.
Całość sezonu, składającego się z 10 odcinków została wyemitowana równocześnie na platformie Netflix 7 września 2018 roku.

## Obsada
| - Finn Jones jako Danny Rand / Iron Fist - Jessica Henwick jako Colleen Wing - Tom Pelphrey jako Ward Meachum - Jessica Stroup jako Joy Meachum - Sacha Dhawan jako Davos - Simone Missick jako Mercedes „Misty” Knight - Alice Eve jako Mary Walker Przedstawieni w sezonie drugim - Giullian Yao Gioiello jako BB - Natalie Smith jako Bethany - Jason Lai jako Ryhno - Christine Toy Johnson jako Sherry Yang - James Chen jako Sam Chung - Jowin Batoon jako Torx - Sydney Mae Diaz jako Hex - Fernando Chien jako Chen Wu | Przedstawieni w innych serialach - Andrew Pang jako Donnie Chang - Rob Morgan jaku Turk Berrett Przedstawieni w sezonie pierwszym - Henry Yuk jako Hai-Qing Yang - Hoon Lee jako Lei Kung - Murray Bartlett jako Paul Edmonds Przedstawieni w sezonie drugim - Chil Kong jako Henry Yip - Robert Mauzell jako Carlos - Julee Cerda jako Mika Prada - James Saito jako Yü-Ti - Gita Reddy jako Priya - Marcus Ho jako Ho - Andrew Cao jako Liu - Lori Laing jako Avalon - Lauren Mary Kim jako D.K. - Jean Tree jako Aiko - Sky Lakota-Lynch jako Crank |

## Emisja
Całość sezonu, składającego się z 10 odcinków została wyemitowana równocześnie na platformie Netflix 7 września 2018 roku.
1 marca 2022 roku Iron Fist wraz z pozostałymi serialami Marvel Television został usunięty z Netflixa na wszystkich rynkach. 16 marca został on udostępniony na Disney+ w Stanach Zjednoczonych, Kanadzie, Wielkiej Brytanii, Irlandii, Australii i Nowej Zelandii. W późniejszym terminie udostępnione zostaną w pozostałych krajach również na Disney+.

### Odcinki
| №  | Nr | Tytuł                                                     | Reżyseria          | Scenariusz          | Premiera (Netflix) | Premiera w Polsce (Netflix) |
| -- | -- | --------------------------------------------------------- | ------------------ | ------------------- | ------------------ | --------------------------- |
| 14 | 1  | Wściekłość Iron Fista The Fury of Iron Fist               | David Dobkin       | M.Raven Metzner     | 7 września 2018    | 7 września 2018             |
| 15 | 2  | Krew za krew The City’s Not for Burning                   | Rachel Talalay     | Jon Worley          | 7 września 2018    | 7 września 2018             |
| 16 | 3  | Ten zabójczy sekret This Deadly Secret                    | Toa Fraser         | Tatiana Suarez-Pico | 7 września 2018    | 7 września 2018             |
| 17 | 4  | Cel: Iron Fist Target: Iron Fist                          | MJ Bassett         | Jenny Lynn          | 7 września 2018    | 7 września 2018             |
| 18 | 5  | Serce smoka Heart of the Dragon                           | Mairzee Almas      | Declan de Barra     | 7 września 2018    | 7 września 2018             |
| 19 | 6  | Smok umiera o świcie The Dragon Dies at Dawn              | Philip John        | Matthew White       | 7 września 2018    | 7 września 2018             |
| 20 | 7  | Rozterki i niepewności Morning of the Mindstorm           | Stephen Surjik     | Rebecca Dameron     | 7 września 2018    | 7 września 2018             |
| 21 | 8  | Między młotem a kowadłem Citadel on the Edge of Vengeance | Julian Holmes      | Melissa Glenn       | 7 września 2018    | 7 września 2018             |
| 22 | 9  | Niekończąca się wojna War Without End                     | Sanford Bookstaver | Daniel Shattuck     | 7 września 2018    | 7 września 2018             |
| 23 | 10 | Szczęk żelaza A Duel of Iron                              | Jonas Pate         | M.Raven Metzner     | 7 września 2018    | 7 września 2018             |

## Produkcja

### Rozwój projektu
W styczniu 2015, Ted Sarandos, dyrektor programowy Netflixa, zapewnił, że wszystkie seriale tworzone przy współpracy z Marvelem mają szansę na kolejne sezony. 21 lipca 2017 roku poinformowano, że został zamówiony drugi sezon serialu. Następnego dnia ujawniono, że M.Raven Metzner zastąpi Bucka na stanowisku showrunnera. Pod koniec lipca 2018 roku poinformowano, że sezon będzie miał dziesięć odcinków.

### Casting
W marcu 2017 roku Sacha Dhawan poinformował, że powróci jako Davos w sezonie drugim, jeżeli zostanie on zamówiony. W lipcu 2017 roku poinformowano, że Finn Jones jako Danny Rand / Iron Fist i Jessica Henwick jako Colleen Wing powrócą w sezonie drugim oraz do obsady dołączyła Simone Missick jako Misty Knight, która występuje również w serialu Luke Cage. W grudniu 2017 roku potwierdzono powrót Dhawana oraz Toma Pelphrey’ego i Jessiki Stroup jako rodzeństwo Meachumów, a do obsady dołączyła Alice Eve.

### Zdjęcia
Zdjęcia do drugiego sezonu rozpoczęły się 13 grudnia 2017 roku w Nowym Jorku, a zakończyły się 10 maja 2018 roku.